# 埃茲沃爾德鎮區 (北達科他州博蒂諾縣)
埃茲沃爾德鎮區（英語：Eidsvold Township）是位於美國北達科他州博蒂諾縣的一個鎮區。

## 地方資料
埃茲沃爾德鎮區的面積為154.26平方千米，當中陸地面積為151.91平方千米，而水域面積為2.35平方千米。根據2010年美國人口普查的數據，當地共有人口35人，而人口密度為每平方千米0.23人。